# DVD Decrypter
DVD Decrypter är ett freeware-program som till viss del liknar DVD Shrink men skillnaden är att DVD Decrypter kan ta bort fler skydd än vad DVD Shrink kan. En annan skillnad är att DVD Shrink inkluderar diverse nag-ware samt sätter om din webbläsares startsida.
DVD Decrypter kan kopiera en hel dvd-film eller endast en del av en dvd-film över till hårddisken. Därefter kan man använda exempelvis DVD Shrink för att sortera dvd-strukturen med mera. DVD Decrypter har två olika lägen, ett läsläge och ett skrivläge, vilket innebär att programmet dels kan rippa dvd-skivor men även kan användas för bränna dvd-skivor.
Exempel på funktioner som stöds:
- Avkryptering (även DVD Shrink)
- Radering av regionskoder (även DVD Shrink)
- Radering av Macrovision
- Radering av CSS
- Inaktivering av User Operations (UOP:s)

Utvecklingen av DVD Decrypter har lagts ner. Enligt afterdawn.com skall Macrovision Europe ligga bakom detta .

## Buggar
- Kan automatiskt ställa om region på DVD-läsare av typen RPC-2 (De flesta läsare byggda efter år 2000) utan användarens samtycke.

## Alternativ till DVD Decrypter
- DVD Shrink
- AnyDVD
- DVDFab Decrypter
- FreeDVD